# Isabel Donet Sánchez
Isabel Donet Sánchez (Benigànim, La Vall d'Albaida, 24 de junio de 1960) es una periodista valenciana. Ha sido Redactora RTVV (1989 a 2013) y colaboradora en el semanario Aplausos  y en la revista Cuadernos de Farmacia.
Es autora de diversas publicaciones editoriales como Picanya Solidaria (Ayuntamiento de Picanya) y Dando la Cara (Diputación de Valencia). Es también Premio Literario de Narrativa de Mujeres de la Generalitat Valenciana en la XVII Edición.
Recientemente publicó Del páramo al verde. Crónica del cambio político valenciano. Editorial El Enjambre. En él Donet reflexiona sobre la historia más reciente, la corrupción, la irrupción de los nuevos partidos, alrededor del feminismo, la cultura, la libertad de expresión, los medios públicos de comunicación, el oficio de periodista, la memoria histórica y la urgencia de hacer un giro en el arco parlamentario valenciano. En definitiva, sobre la esperanza que nutre la cita en las urnas en una nueva primavera, abriendo un tiempo nuevo cargado de incertidumbre y de ilusión.
El poso del 15-M, con la indignación corriendo todavía por las venas de una ciudadanía harta, sopló como el viento a favor que empuja para hacer realidad lo que parecía imposible. 2015 pasará a la historia también como el año de aprender lecciones para gobernar dejando de lado las reglas del juego del viejo bipartidismo. Se impone afinar con la conjugación de los verbos escuchar y acordar.
En verde esperanza se escribe otro mes de mayo y otro guarismo con el 1 y el 5, este no exento de una buena dosis de #valentía para decir sin miedos que # es ahora el momento del cambio político valenciano.